# 디지몬 어드벤처 트라이
《디지몬 어드벤처 트라이》는 극장판 애니메이션으로, 고등학생이 된 《디지몬 어드벤처》 주인공들을 다룬 이야기다. 전6장.

## 개요
1999년 방송된 텔레비전 애니메이션 『디지몬 어드벤처』의 선택받은 아이들의 6년 후, 고등학생이 된 신태일 등 선택받은 아이들을 그린다.
2014년 8월 1일에 이뤄진 애니메이션 『디지몬 어드벤처』 15주년 기념 이벤트 「15th Anniversary Event 0801 in 오다이바 -지금 모험이 진화한다-」에서 『디지몬 어드벤처』 시리즈의 속편이 되는 신 시리즈의 제작이 발표됐다.
2015년 5월 6일, 니코니코 생방송에서 『디지몬 어드벤처』 전화 연속 방송 후에 『tri.』의 티저 PV가 방송되어 6장 구성의 극장 작품인 것이 밝혀졌다. 프로듀서, 감독, 시리즈 구성, 캐릭터 디자인 등의 제작진은 전작부터 일신하고 있다. 그리고 파트너 디지몬의 성우진은 전작부터 계속 유지하게 되는데 선택받은 아이의 성우진은 전원 교체되었다.
2017년 5월 12일, 동년 8월에 무대화가 결정되었다.

## 줄거리
제1장 「재회」 2015년 11월 21일
디지털 월드로 통하는 게이트가 원인도 모른 채 닫혀 버린 지도 대략 1년이란 시간이 흐르고, 이른바 ‘선택받은 아이들’도 훌쩍 커서 타이치가 고등학교 2학년이 되었다.
‘선택받은 아이들’도 각자의 바쁜 생활에 쫓기며 서로 만나는 일도 점점 줄어들고 있던 가운데, 어느날 도심 한가운데 쿠가몬이 나타나 날뛰기 시작한다.
날뛰는 쿠가몬을 막기위해 홀로 아수라장으로 뛰어든 타이치.
그러나 혼자서는 역부족이라는 것을 깨닫고 위기에 빠지는 순간, 아구몬이 나타나 그를 구해준다.
힘을 합쳐 쿠가몬을 막아내고 디지몬과 선택받은 아이들이 한자리에 모두 모이며 재회의 기쁨을 나누는 것도 잠시, 의문의 단체가 그들에게 접근해 오는데...
제2장 「결의」 2016년 3월 12일
알파몬이 나타나는 바람에 파괴되었던 오다이바는 조금씩 복구작업이 진행 중이다.
새로운 친구 메이코 모치즈키와 메이코몬을 환영하기도 할 겸 선택받은 아이들은 근처 온천으로 향한다.
모두가 즐거운 시간을 보내지만 끝내 죠는 좀처럼 모습을 보이지 않는다.
죠는 대학입시라는 현실과 선택받은 아이들이라는 운명사이에서 갈등하며 괴로워하고 있었던 것이다.
그때 감염된 디지몬이 오다이바에 등장하여 난동을 부리고 TV 중계를 접한 미미와 팔몬은 그 즉시 움직이기 시작한다.
미미와 팔몬은 코시로의 만류도 무시하고 행동에 나섰지만 예상치도 못한 결과와 맞닥뜨리게 된다.
죠와 미미가 각각 자신만의 갈등에 빠져 고민하는 가운데 츠키시마 고등학교의 축제날, 누군가가 그들의 앞에 나타나는데...
제3장 「고백」 2016년 9월 24일
메이쿠몬이 갑자기 변이를 일으켜 레오몬을 소멸시키고 왜곡된 공간으로 자취를 감추는 바람에 크게 동요하는 타이치와 친구들.
“메이쿠몬이 감염된 거라면 그 원인을 찾아야 해. 뭔가 징후가 없었을까? 대체 언제 감염된 거지?”
상상을 초월하는 상황과 마주하면서도 무언가 대책을 세우고자 고군분투하는 코시로.
하지만 뾰족한 수도 없고, 어떻게든 정보를 얻기 위해 메이코를 추궁한다.
“잘 좀 생각해보세요. 감염 이유를 밝히려면 정보가 필요해요.”
고개를 숙인 채 아무런 대답도 하지 못하는 메이코.
감염을 방지하지 위해 장한솔의 사무실에 격리된 파트너 디지몬들.
하지만 파타몬에게 감염의 징후가 보이기 시작하고...
같은 시각 짝꿍 디지몬들은 히카리에게 깃든 목소리를 통해 디지털 월드에 관한 중대한 비밀을 듣게 된다.
“때가... 오고 있어...” 그리고 다시 모습을 드러낸 메이쿠몬과 싸우는 와중에 그 ‘때’가 다가온다.
밝혀진 비밀에 고뇌하는 타이치 친구들.
저마다 의견이 엇갈리는 가운데 친구들은 하나의 결의를 다진다...
“언제든 기다리다 보면, 눈 깜짝할 새 어른이 돼버리겠지.”
지금, 다시 모험이 진화한다.
제4장 「상실」 2017년 2월 25일
메이쿠몬의 폭주와 리부트.
태일과 친구들은 괴로워하는 메이코를 두고 디지털 월드로 향한다. 그러나 그 곳에서 다시 만난 짝꿍 디지몬들은 아이들을 기억해내지 못하고 선택받은 아이들은 다시 한 번 그들과 친해지려 노력한다.
그러나 자신보다 남을 먼저 생각하는 소라의 상냥한 성격을 보고 더 경계하는 피요몬에 상심하는 소라를 위로할 말을 찾지 못한 타이치와 야마토.
괴로워 하는 이들 앞에 갑자기 슬퍼하는 메이쿠몬이 나타난다.
어째선지 원래의 기억을 가지고 있는 메이쿠몬은 메이코를 찾기까지 하는데, 그 모습을 보고 아이들은 메이쿠몬을 구하기 위해 디지털 세계를 여행할 것을 결심한다.
그리고 그들 앞에 다크마스터즈를 거느리는 그 남자가 모습을 나타낸다.
한편, 현실 세계의 니시지마는 히메카와의 실종소식을 듣게 되고 그 배후를 조사하다가 히메카와의 목적이 숨겨져 있음을 파악한다. 두 사람의 운명을 결정 지은 과거의 사건과 연관되어 있었는데…
지금, 다시 모험이 진화한다.
제5장 「공생」 2017년 9월 30일
파트너인 모치즈키 메이코가 겐나이의 모습을 한 수수께끼의 남자에게 상처 받는 것을 보고 메이쿠몬은 다시 폭주를 시작한다.
「너는 태어나서는 안됐어...」
현실 세계로 사라진 메이쿠몬이야말로 왜곡 그 자체. 너무 큰 힘을 가진, 세계를 부수는 열쇠.
니시지마 다이고와 모치즈키 박사에게 나타난 헉몬이 진상을 밝힌다.
세계의 조화를 유지하려는 호메오스타시스 자신이, 이제 너무 방대한 존재가 되어버린 메이쿠몬을 위험분자로 간주하고, 배제하려고 하고있다고.
폭주하는 메이쿠몬의 출현으로 인해 현실 세계 붕괴의 카운트 다운이 시작된다.
사방에서 차례 차례로 이변이 발생. 왜곡을 통해 나타난 디지몬들은 그때가 오기를 기다린다.
선택받은 아이들은 변조를 초래한 디지털 월드에서 소외되 현실 세계로 돌아오고 나서도,
파트너 디지몬 함께 있는 이유로 사람들에게 쫓긴다. 일동이 고립무원 되면서도 필사적으로 타개책을 모색중이나 하나의 고민이 마음속에 싹 튼다.
너무 큰 짐을 지고 지친 그녀는 동료와 디지몬들의 목소리도 닿지 않는다...
그리고 가혹한 운명은 누구보다 올바르고 섬세한 영혼을 가진 히카리에게 육박한다.
지금 다시 모험이 진화한다.
최종장 「우리들의 미래」 2018년 5월 5일
세계의 붕괴가 시작되고 폭주한 메이쿠몬은 테일몬에 의해 흡수하여
막강한 힘을 가진 오르디네몬으로 모습을 바꾼다.
이그드라실의 뜻대로 현실 세계가 디지털 월드에 삼켜지려 하는 것이다.
호메오스타시스는 이제 걷잡지 못하게 되어버린 오르디네몬을 처분하기 위해
현실 세계를 휩쓸 최종 계획을 실행에 옮기려 하고
어떻게든 파멸을 막기 위한 아이들과 디지몬들의 필사의 사투 속,
실의에 잠긴 나리에게 가트몬의 목소리가 들린다.
"모든 빛은 메이쿠몬 속에..."
이에 단서를 찾은 아이들은 그들의 선택으로 마지막 결단을 내리고 무사히 세계를 구할 수 있을 것인가?

## 등장인물
선택받은 아이들의 디지몬들을 제외하고 성우가 모두 바뀌었다.

### 선택받은 아이들
- 야가미 타이치(八神太一)/신태일

목소리 연기 : 하나에 나츠키
츠키시마 종합 고등학교 2학년으로 17세.
폭주한 디지몬과의 싸움에서 나온 피해를 보고 6년 전 묘티스몬과 전쟁의 측면을 인식하고 싸우는 것에 미혹이 생긴다.
- 이시다 야마토(石田ヤマト)/매튜

목소리 연기 : 호소야 요시마사
츠키시마 종합 고등학교 2학년으로 17세.
가브몬도 악역으로 보도되는 것에 분노를 느끼지만, 일부 사실로 인정한 신태일과 다시 부딪치게 된다.
- 타케노우치 소라(竹之内空)/한소라

목소리 연기 : 미모리 스즈코
츠키시마 종합 고등학교 2학년으로 17세.
- 이즈미 코시로(泉光子郎)/장한솔

목소리 연기 : 타무라 무츠미
츠키시마 종합 고등학교 2학년으로 17세.
- 타치카와 미미(太刀川ミミ)/이미나

목소리 연기 : 요시다 히토미
츠키시마 종합 고등학교 1학년으로 16세.
- 키도 죠(城戸丈)/정석

목소리 연기 : 이케다 쥰야
고등학교(이름 불명) 3학년으로 18세.
- 타카이시 타케루(高石タケル)/리키

목소리 연기 : 에노키 쥰야
오다이바 중학교 2학년으로 14세.
- 야가미 히카리(八神ヒカリ)/신나리

목소리 연기 : M•A•O
오다이바 중학교 2학년으로 14세.
- 모치즈키 메이코(望月芽心)

목소리 연기 : 아라카와 미호
츠키시마 종합 고등학교 2학년으로 17세. 태일, 소라와 같은 교실의 동급생. 돗토리에서 이사왔다.

### 파트너 디지몬
- 아구몬

목소리 연기 : 사카모토 치카
타이치의 파트너 디지몬
진화：아구몬→그레이몬→메탈그레이몬→워그레이몬
- 파피몬

목소리 연기 : 야마구치 마유미
야마토의 파트너 디지몬
진화：파피몬→가루몬→워가루몬→메탈가루몬
- 피요몬

목소리 연기 : 시게마츠 아토리
소라의 파트너 디지몬
진화：피요몬→버드라몬→가루다몬→피닉스몬
- 텐타몬

목소리 연기 : 사쿠라이 타카히로
코시로의 파트너 디지몬
진화：텐타몬→캅테리몬→아트라캅테리몬→헤라클레스캅테리몬
- 팔몬

목소리 연기 : 야마다 키노코
미미의 파트너 디지몬
진화：팔몬→니드몬→릴리몬→반쵸릴리몬
- 쉬라몬

목소리 연기 : 타케우치 준코
죠의 파트너 디지몬
진화：쉬라몬→원뿔몬→쥬드몬→바이킹몬
- 파닥몬

목소리 연기 : 마츠모토 미와
타케루의 파트너 디지몬
진화：파타몬→엔젤몬→홀리엔젤몬→세라피몬
- 가트몬

목소리 연기 : 토쿠마츠 유카
히카리의 파트너 디지몬
진화：가트몬→엔젤우몬→오파니몬
- 메이쿠몬

목소리 연기 : 모리시타 유키코
메이코의 파트너 디지몬
수수께끼의 대지 알에서 태어난 수수께끼의 디지몬.
진화：메이쿠몬→메이크렉몬→라지엘몬

### 협력자
- 니시지마 다이고(西島大吾)

목소리 연기 : 나미카와 다이스케
타이치의 반의 부담임, 비상근 강사. 담당 교과는 서예. 본직은 독립행정법인, 국립정보처리사 정보통신 전략과 정보관리과 두급관리 담당관.
- 히메카와 마키(姫川マキ)

목소리 연기 : 카이다 유코
타이치 등「선택받은 아이들」앞에 나타난 수수께끼의 여성. 니시지마의 동료.
- 레오몬

목소리 연기 : 히라타 히로아키

### 선택받은 아이들의 가족
- 야가미 스스무 (타이치와 히카리의 아빠)

목소리 연기 : 치바 스스무

- 야가미 유코 (타이치와 히카리의 엄마)

목소리 연기 : 시게마츠 아토리

- 이즈미 마사미 (코시로의 아빠)

- 이즈미 요시에 (코시로의 엄마)

- 죠의 아빠

목소리 연기 : 이시즈카 운쇼

- 죠의 엄마

목소리 연기 : 시게마츠 아토리

- 메이코의 아빠

목소리 연기 : 아오야마 유타카

- 메이코의 엄마

목소리 연기 : 요시다 히토미

### 기타
- 헉몬

목소리 연기 : 타케우치 슌스케
호메오스타시스의 사자
- 문화제 실행위원장

목소리 연기 : 하나자와 카나
3장에서 미미에게 격려의 음료수를 준다.
- 다미아노(ダミアーノ)

목소리 연기 : 긴가 반죠

## 주제가

### 오프닝 테마
《Butter-Fly tri.Version》
작사·곡: 치와타 히데노리 / 편곡: 와타나베 첼 / 노래: 와다 코지

### 삽입곡
《Brave heart tri.Version》
작사: 오오모리 쇼코 / 작·편곡: 오타 미치히코 / 노래: 미야자키 아유미

### 엔딩 테마
- 제1장
  - 《I wish tri.Version》

작사: 미우라 요시코 / 작곡: 시라카와 요시히사 / 편곡: 호리이 카츠미 / 노래: 마에다 아이
- 제2장
  - 《Seven tri.Version》

작사·곡: 코야마 코우헤이 / 편곡: 와타나베 첼 / 노래: 와다 코지
- 제3장
  - 《僕にとって(나에게 있어)》

작사·곡: Junxix / 편곡: 카즈보이 / 노래: KNIFE OF DAY
- 제4장
  - 《Keep on tri.Version》

작사: NK / 작곡: 키네 나오토 / 편곡: 키네 나오토, 유아사 코이치 / 노래: 마에다 아이
- 제5장
  - 《アイコトバ(암호)》

작사: 야마다 히로시 / 작곡 ・ 편곡: 오타 미치히코 / 노래: 미야자키 아유미, 마에다 아이
- 최종장
  - 《Butter-Fly tri.Version Final》

작사·곡: 치와타 히데노리 / 편곡: 와타나베 첼 / 노래: 선택받은 아이들, 디지몬 신카즈, 미야자키 아유미, 마에다 아이 with 와다 코지